# منشأة راضي
قرية منشأة راضى هي إحدى القرى التابعة لمركز كوم حمادة في محافظة البحيرة في جمهورية مصر العربية. حسب إحصاءات سنة 2006، بلغ إجمالي السكان في منشأة راضى 2118 نسمة، منهم 1107 رجل و1011 امرأة.